# Edicte de Saint-Germain-en-Laye del 1679
L'edicte de Saint-Germain-en-Laye del 1679 va ser una disposició del rei Lluís XIV de França, signat al castell reial de Saint-Germain-en-Laye l'abril del 1679, que introduí importants modificacions a l'ensenyament universitari del dret a França.

En l'article 1, l'edicte autoritzà el restabliment de l'ensenyament del dret romà a París, on havia estat prohibit per la lletra decretal Super speculam d'Honori III el 1219. L'edicte implantà també una novetat per al conjunt de facultats de dret del reialme, en crear càtedres per ensenyar el 
| «                       | droit français contenu dans les ordonnances et dans les coutumes | » |
| — Article 5 de l'edicte |                                                                  |   |

Els professors de dret francès, per l'edicte, serien nomenats directament pel Canceller de França i, en protocol, el seu lloc quedaria immediatament per sota del degà de la facultat. L'edicte disposava igualment que el Dret francès s'ensenyaria en llengua francesa, cosa que constituïa un trencament amb la tradició universitària hereua de l'Edat Mitjana, en què l'ensenyament superior es feia en llatí. La norma reial regulava, finalment, aspectes com el control de l'absentisme estudiantil i, alhora, la conducció regular del curs per part dels professors. L'edicte del 1679 és considerat com una afirmació del dret francès en relació amb el conjunt format pel dret canònic i el dret romà, que fins al moment era la base essencial dels ensenyaments jurídics.